# LQ Андромеды
LQ Андромеды (лат. LQ Andromedae), HD 224559 — двойная звезда в созвездии Андромеды на расстоянии приблизительно 1350 световых лет (около 414 парсеков) от Солнца. Видимая звёздная величина звезды — от +6,66 до +6,5m. Орбитальный период — около 7,4132 суток.

## Характеристики
Первый компонент — бело-голубая переменная Be-звезда (BE) спектрального класса B4Vne, или B5, или B3. Масса — около 8 солнечных, радиус — около 3,4 солнечных, светимость — около 2559 солнечных. Эффективная температура — около 17260 K.
Масса второго компонента, вероятно, менее 0,5 солнечной.